# 長和町
長和町（日语：／ Nagawa machi */?）是位于長野縣中東部的町。設立于2005年10月1日，由小縣郡的長門町與和田村合併而成。

## 地理
- 河川：依田川、大門川